# Västafrikansk batis
Västafrikansk batis (Batis occulta).) är en fågel i familjen flikögon inom ordningen tättingar.

## Utbredning och systematik
Fågelns utbredningsområde är fuktiga skogar från Sierra Leone till södra Kamerun och Gabon. Den behandlas som monotypisk, det vill säga att den inte delas in i några underarter. Tidigare betraktades den ofta som underart till Batis poensis men urskiljs numera allmänt som egen art.

## Status och hot
Arten har ett stort utbredningsområde, men tros minska i antal, dock inte tillräckligt kraftigt för att den ska betraktas som hotad. Internationella naturvårdsunionen IUCN listar arten som livskraftig (LC).